# Minnesota Twins

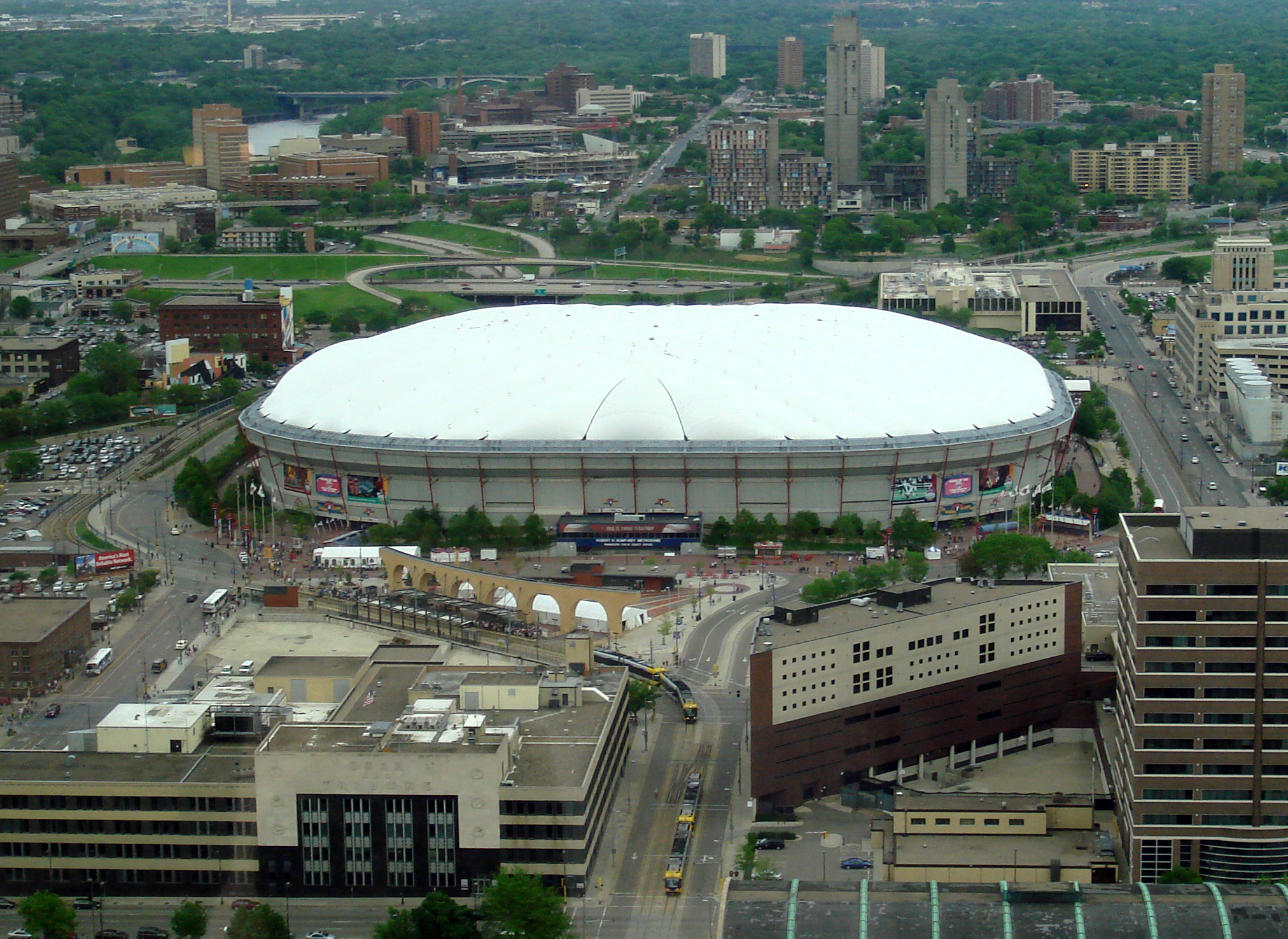
Hubert H. Humphrey Metrodome v Minneapolis

Minnesota Twins je profesionální baseballový klub z Major League Baseball, patřící do centrální divize American League.
Klub byl založen v roce 1894 v Kansas City pod názvem Kansas City Blues V roce 1901 se tým přesunul do hlavního města USA Washingtonu, kde vystupoval pod jmény Washington Nationals a Washington Senators. V roce 1961 se přestěhoval opět a získal svůj dnešní název.
Jméno Washington Nationals dnes nosí klub MLB s jinou historií, který se dříve jmenoval Montreal Expos.
Za svou historii klub celkem šestkrát vyhrál American League, z toho třikrát i následující Světovou sérii:
- Vítězství ve Světové sérii: 1924, 1987 a 1991
- Ostatní vítězství v AL: 1925, 1933 a 1965